# Янко из Чарнкова
Ян (Янко) из Чарнкова (род. около 1320, Чарнкув — умер между 26 декабря 1386 и 24 апреля 1387, Гнезно) — польский хронист, подканцлер коронный (1366—1371), архидиакон гнезненский.

## Биография
Представитель польского шляхетского рода герба «Наленч». Сын старосты чарнкувского Богумила, защищавшего население от постоянных набегов отрядов бранденбургских маркграфов. Вероятно, происходил из мелкого рыцарства Великой Польши или королевской клиентуры. Он изучал право. В 1352 году он начал свою карьеру в качестве канцлера епископа шверинского Анджея из Вислицы, от лица которого в 1355 году ездил с посольством к папе римскому Иннокентию VI в Авиньон. После возвращения на родину был рукоположен в священники в Тарнуве. В дальнейшем стал каноником в Мекленбурге, позднее в Гнезно, Влоцлавеке, Познани и Кракове. В 1368 году он стал архидиаконом гнезненским. Получал также многочисленные бенефиции, связанные, в основном, с гнезненским и вроцлавским капитулами.
В 1360 году Янко из Чарнкова прибыл в Польшу, где стал работать в канцелярии короля Казимира Великого. С 1366 по 1371 год занимал должность подканцлера коронного. Зарекомендовал себя как энергичный человек и опытный дипломат. Сыграл ключевую роль в создании Краковской Академии, по этому вопросу ездил с посольством в 1363 году к папе римскому Урбану V в Авиньон. Вскоре он стал обладателем пребенд во всех кафедральных капитулах и приобрел город Любаш в окрестностях Чарнкува.
После смерти польского короля Казимира Великого (1370) подканцлер коронный Янко из Чарнкова поддержал князя Казимира Слупского против кандидатуры венгерского короля Людовика Великого. Он был жестоким и безжалостным врагом Анжуйской династии. Победили сторонники Людовика Венгерского, который стал новым королём Польши. Янко из Чарнкова был обвинен и осужден в 1371 году на изгнание из Польши. Только в 1375 году вернулся на родину и был восстановлен в качестве архидиакона гнезненского.
В 1377—1386 годах Янко из Чарнкова написал хронику, охватывающую период с 1370 по 1384 год, в которой описывал события, которым он был непосредственным свидетелем.

## Труды
- Kronika, (pozbawiona początku i końca, obejmuje okres lat 1370—1384. Posiada cechy zarówno pamiętnika jak i antyandegaweńskiego pamfletu politycznego), powst. 1376—1384, wyd. F. W. Sommersberg Silesiacarum Rerum Scriptores, t. 2, Lipsk 1730; W. Mitzler de Kolof Historiarum Poloniae… collectio magna, t. 3, Warszawa 1776; J. Szlachtowski Monumenta Poloniae Historica, t. 2, 1872, (przekł. polski: J. Żerbiłło pt. Kronika Janka z Czarnkowa, Warszawa 1905), rękopisy (9 kopii) z XIV i XV wieku w bibliotekach w: Krakowie, Rzymie, Wrocławiu, Wilanowie i Królewcu